# Manabí
Prowincja Manabí – jedna z 24 prowincji w Ekwadorze. Manabí położona jest w zachodniej części państwa, bezpośrednio nad Oceanem Spokojnym, graniczy od północy z prowincją Esmeraldas, od wschodu z prowincjami Pichincha i Los Ríos oraz od południa z prowincją Guayas.
16 kwietnia 2016 na terenie prowincji wystąpiło silne trzęsienie ziemi.

## Podział administracyjny
Prowincja podzielona jest na 22 kantony:
1. Bolívar
2. Chone
3. El Carmen
4. Flavio Alfaro
5. Jipijapa
6. Puerto López
7. Junín
8. Manta
9. Montecristi
10. Jaramijó
11. Paján
12. Pichincha
13. Rocafuerte
14. Santa Ana
15. Olmedo
16. Sucre
17. Tosagua
18. Veinticuatro de Mayo
19. Pedernales
20. Jama
21. San Vicente
22. Portoviejo

## Demografia
Grupy etniczne zamieszkujące prowincję Manabí w 2010 roku:
- Metysi 66,7%
- Montubio 19,2%
- Afro-Ekwadorczycy 6,0%
- Biali 7,7%
- Rdzenna ludność indiańska 0,2%
- Inni 0,3%